# Площадь Кима Филби
Пло́щадь Ки́ма Фи́лби — площадь в районе Ясенево Юго-Западного административного округа Москвы.

## Происхождение названия
Площадь получила название 6 ноября 2018 года в память о К. Филби (1912—1988) — одном из руководителей британской разведки, коммунисте, агенте советской разведки с 1933 года. Прежде названия не имела.

## Расположение
Площадь расположена между Новоясеневским проспектом (южнее его), Тарусской и Ясногорской улицами у станции метро «Ясенево». На площади располагается перехватывающая парковка и проводится ярмарка выходного дня.

## Здания и сооружения
Домовладений на площади не числится. Существующие здания и сооружения относятся к Тарусской (№ 14) и Ясногорской улице (№ 13, корпус 1).

## Транспорт
- По улицам, прилегающим к площади, проходят автобусы С14, т81, т85, 165, 261, 262, 264, 639, 642, 648, 769, 781, с977 (остановка «Станция метро „Ясенево”»).